# Elloughton
Elloughton är en ort i civil parish Elloughton-cum-Brough, i distriktet East Riding of Yorkshire, i grevskapet East Riding of Yorkshire, i England. Byn nämndes i Domedagsboken (Domesday Book) år 1086, och kallades då Elgendon.